# Journal of Physical Education
Journal of Physical Education es una revista académica con revisión por pares publicada por la Universidad Estatal de Maringá (Brasil). Fundada en 1989, publica artículos originales, revisiones, reseñas de libros, entrevistas y documentos relacionados con la educación física, el deporte, el ocio, la salud y la educación. La edición está a cargo del Departamento de Educación Física de la universidad.

## Objetivos y alcance
La revista difunde investigaciones en el campo de la educación física, con el propósito de fomentar el desarrollo del conocimiento académico y profesional en áreas afines.

## Historia
El proyecto fue discutido en 1988 y la revista se lanzó en 1989 en el Departamento de Educación Física de la Universidad Estatal de Maringá. Circuló en formato impreso entre 1989 y 2006 y, en 2007, incorporó la edición digital mediante la plataforma SEER/OJS. Ese mismo año pasó a vincularse al programa de posgrado asociado en Educación Física UEL–UEM. En 2008 adoptó identificadores DOI para sus publicaciones, siendo una de las primeras revistas brasileñas del área en hacerlo.

## Acceso abierto y políticas
La revista es de acceso abierto bajo licencia Creative Commons CC BY y adopta lineamientos acordes con la ciencia abierta: aceptación de preprints, fomento del depósito de datos, códigos y materiales en repositorios abiertos, citación de conjuntos de datos, y opción de evaluación por pares abierta mediando acuerdo de las partes.

## Resumen e indización
La revista está resumida e indizada en:
- Scopus (Source ID 21100812853).[4]
- SciELO.[5]

También figura en:
- DOAJ.[6]
- OpenAlex (Source ID S4210198785).[7]

## ISSN
Con la transición al formato electrónico, el e-ISSN de la revista es 2448-2455. El título anterior, Revista da Educação Física/UEM, tenía el ISSN 1983-3083.